# Tchika magazine
 (mai 2019).
Tchika est un magazine papier d'empowerment pour les filles de 7 à 12 ans publié en France. 
Il a été lancé en juin 2019.

## Histoire
Tchika a été créé en juin 2019 par Élisabeth Roman, ex-rédactrice en chef de l'émission Atomes Crochus sur Canal J et du magazine Science et Vie Découvertes.
Pour le lancer, elle a fait appel à un financement participatif sur ulule qui a atteint la somme de 65 040 €, triplant l'objectif initial fixé à 20 000 €.
Ce projet avait auparavant été incubé au Tank media[Quoi ?] durant deux mois fin 2018.

## Contenu
Le magazine contient des portraits de femmes célèbres d’hier et d’aujourd’hui, des articles pour déconstruire les stéréotypes de genre, ainsi que des articles informatifs sur la science, l'écologie, et les animaux.
Les lectrices sont accompagnées par 4 mascottes : Cassandre, Maë, Manon et Lola créées par la dessinatrice Isabelle Mandrou.

## Diffusion et audience
Tchika est un magazine trimestriel qui n'est pas vendu en kiosque, mais uniquement par abonnement. Le premier numéro a été édité à 2 000 exemplaires.